# Tytthonyx niger
Tytthonyx niger es una especie de coleóptero de la familia Cantharidae.

## Distribución geográfica
Habita en México.